# オリオンビール
オリオンビール株式会社（英語: Orion Breweries, Ltd.）は、沖縄県に本拠を置く、日本の大手ビールメーカー。主力商品のブランドである「オリオンドラフト」を指して「オリオンビール」と称することもある。
創業は第二次世界大戦後、アメリカ合衆国による沖縄統治時代の1957年。全国シェアは大手4社（アサヒ、キリン、サントリー、サッポロ）に次ぐ第5位だが、沖縄県内シェアは第1位で、約5割を占める。
このほか、グループ企業によりホテルや泡盛醸造を営んでいる（「関連会社」参照）。

## 概要

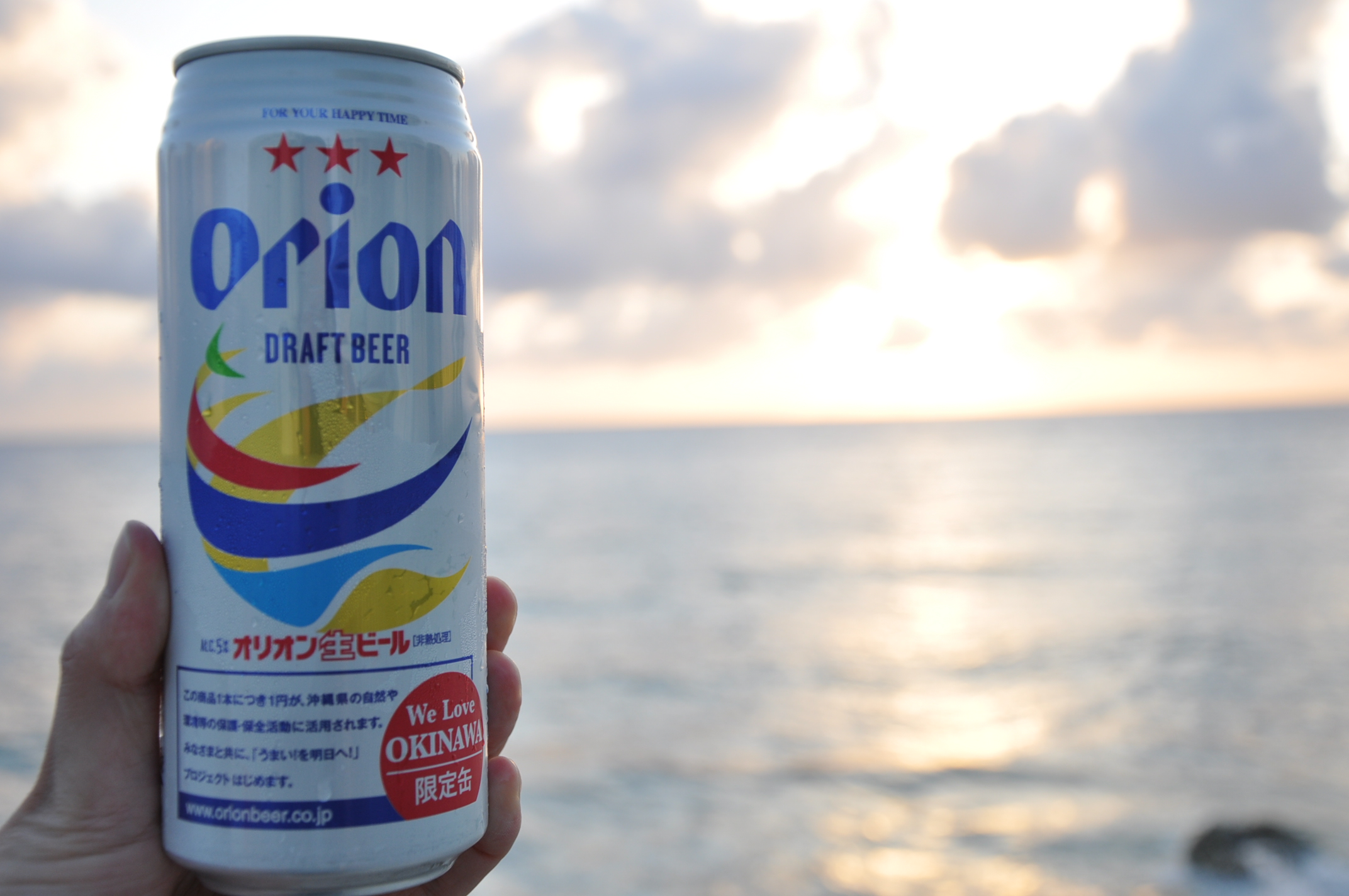
オリオンビール

沖縄県内では最大のシェアを誇り、本土復帰直前の最盛期には9割ないし8割以上を押さえ、現在でも5割を超すシェアをもつとされることから、いわば「県民ビール」として定着している。沖縄県内シェアは、オリオンビールによれば55-56%（2003年度実績、アサヒビール委託分を除く）。
2005年（平成17年）度の売上構成はビール・発泡酒類99%、清涼飲料水1%となっている。沖縄本島北部の名護市に唯一の生産工場を持ち、そのため「名護ぬ水小（）＝名護の水」とよばれている。沖縄県では大手の企業であるため、文化事業（各種イベント）等の協賛にも寄与している。沖縄県のイベントのほとんどに協賛しており、オリオンなくしてイベントは成り立たないといわれている。また、これらのイベントがアーティストの発掘や育成につながっており、文化創造に大きな役割を果たしている。最大のイベントはオリオン・ビアフェスト（ビールまつり）である。

### オリオンハッピーパーク
名護工場に併設されている見学施設で、ビール製造の見学や試飲などができる。レストラン・ギャラリー・売店を併設している。

## 沿革

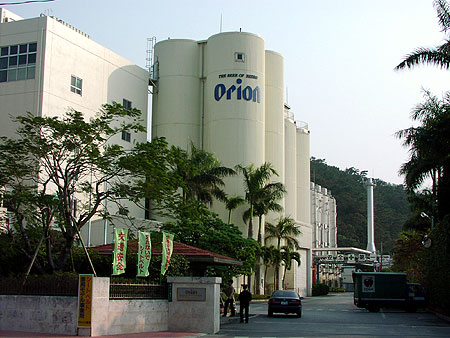
オリオンビール名護工場

第二次世界大戦末期の沖縄戦で沖縄は荒廃し、社会経済復興には第二次産業（製造業）を興さなければいけないという志から、アメリカ統治下の1957年（昭和32年）5月18日に、当時から名水が湧出していた国頭郡名護町（現在の名護市）で沖縄ビール株式会社として設立された。当時の資本金は5000万B円。1957年5月時点での日本円とのレートは3円 = 1B円だったため、現在は創立時は資本金1億5000万円と表記されることがある。
同年11月1日にブランド名を県民に懸賞金付募集広告として新聞で公募し、「オリオンビール」と名付けられた。ちなみに賞金は1等1万B円、2等3,000B円、3等2,000B円、当時としては破格の高額だった。なお、「募集広告」と「命名決定・賞金授与者」の各告知広告のコピーは名護工場の見学コースに掲示してある。1959年（昭和34年）6月に社名も「オリオンビール」に変更した。
1959年に生産開始。当初は他の日本の大手ビールの勢力が強く苦戦するが、製品をそれまでのドイツ風ビールから沖縄の気候を考慮した、アメリカ風ビールに切り替えると共に、県内全域で営業活動を行った結果、県内シェア1位となる。
1972年（昭和47年）5月の本土復帰に際して、期限付きで沖縄県内のみ酒税が減免される優遇措置がとられたため、これもオリオンビールに有利に働いた。同年12月には本社を浦添市城間へ移転した。優遇税率は5年間の時限措置だったが、5年ごとに見直されるだけで延長が繰り返され、現在も県内出荷向けに限り、ビールが本土の酒税と比べて20%軽減されている。軽減額は、2004年度（平成16年度）実績でビールが約14億円。
当初はビールのみを製造していたが、他のビールメーカーが発泡酒などで攻勢をかける中、多品種のビール、発泡酒、ソフトドリンクなどを発売して応戦し、多品種少量生産となって生産コストが上昇した。また、販路拡大のためには、税の優遇がなく、輸送費がかかる本土（または海外）への進出が必要になるが、拡大戦略はなかなか進まなかった。
そのような中、2002年（平成14年）の酒税優遇措置再延長の議論の際、自民党税調および財務省からの発言で、2007年（平成19年）5月での優遇措置廃止が既定路線となっていた。実際には知事交代により5年間再延長された。優遇措置廃止は即ち価格競争力の低下を意味するため、2002年（平成14年）に大株主でもあるアサヒビールと提携関係を結ぶこととなった。現在は、オリオンビールが沖縄消費分のアサヒスーパードライの一部商品を生産し、アサヒビールが沖縄県外（奄美群島を除く）でのオリオンビールの一部商品の販売を行うようになっている。近年では、県外でもアサヒビールのルートを通じ販売され、また、沖縄料理店を中心にオリオンビールが提供されることが多くなっており、2013年のインタビューで、関係者は「県外向けの出荷量は、ここ6年間で倍増しました」と述べている。
2016年（平成28年）、初の海外拠点となる営業所を台湾に開設。
2017年（平成29年）4月、農林水産省「輸出に取り組む優良事業者表彰」食料産業局長賞受賞した。5月には創立60周年特別醸造「ドラフトエクストラ」限定発売。
2019年（平成31年）1月23日、野村ホールディングス（HD）とアメリカ合衆国の投資ファンドであるカーライル・グループは、オリオンビールを共同で買収すると発表し、オリオンの取締役会も同日、買収に賛同すると表明した。今後は、アジアなど海外での販路拡大を図る。アサヒビールとの提携関係は維持される方向である。
2020年（令和2年）5月、本社をオリオンビールが事実上所有していた豊見城市豊崎のトミトン内へ移転、「オリオン美らSUNオフィス」として使用している。
2021年（令和3年）12月、2022年度税制大綱として沖縄県内産ビール（対象となるメーカーはオリオンビールのみ）に対する減税を段階的に縮小し、2026年9月末をもって廃止する方針となった。
2023年（令和5年）6月27日、沖縄県名護市の名護漁港にて、「オリオンビール名護工場」からの冷却水に含まれる食品添加物のプロピレングリコールの漏れの流出が確認された。人体には影響はないという。
2024年（令和6年）6月10日、近鉄グループホールディングスとの間で資本業務提携を締結。同社は野村キャピタル・パートナーズとカーライル・グループからオリオンビールの株式10%分を取得した。

## 銘柄
（2024年（令和6年）4月時点）
現在発売されているオリオンブランドの商品のうち一部は、いずれも以下の振り分けで発売している。これは、廃止予定の酒税特例の関係である。
- 沖縄県全域および鹿児島県のうち奄美群島 ・トカラ列島…全品自社ブランド
- 上記以外…ビール類は「ビール」分類品の一部をアサヒビールが生産委託する形式を採って「アサヒ オリオン（商品名）」として季節・数量限定（オリオンザ・ドラフトのみ通年）で発売（★で示す）。チューハイは一部本土メーカー製造委託品もあることから酒税軽減対象とならないため、本土でも季節・数量限定販売されるオリオン自社ブランド品を一部酒販扱店で自主的判断により仕入れ販売している（☆で示す）。

### 自社ブランド
ビール
ビール類については、アサヒビールが扱う本土向けも全て名護工場で生産される。
- ★ザ・ドラフト：2024年2月にリニューアル、伊江島産大麦を原料に使用。時期により沖縄県内・数量限定で「鮮度実感パック[16]」を販売している。沖縄・奄美群島以外では「アサヒオリオンザ・ドラフト」としてアサヒビールも販売。
  - ★いちばん桜（季節限定醸造ビール）：2002年（平成14年）度から販売されている。2004年（平成16年）度まではドラフトの季節デザインだった。2005年（平成17年）度以降は季節限定醸造ビールとなった。2006年（平成18年）度以降は麦芽100％（アロマホップ）になった。2012年（平成24年）度には、缶デザインを白基調から水色基調に一新している。2010年（平成22年）度から、350ml缶に加え、中瓶も販売されている。中瓶は背景色が白で、デザイン変更はない。なお2013年（平成25年）度以降、発売が前倒しされ、前年末から発売されている。2009年（平成21年）より、沖縄・奄美群島以外でアサヒビールが「アサヒ オリオンいちばん桜」として数量限定で販売している。
  - 夏いちばん 氷温貯蔵（季節限定醸造ビール）：2013年（平成25年）より夏季の季節限定商品として「夏いちばん」を発売。原料は麦芽、ホップ、米。ドラフトビール比で麦汁を1.2倍とし、丁寧にうまみを抽出している。ホップはアロマホップを100％使用し、夏にふさわしい爽やかな味わいに仕上がっている。ラインナップは350ml缶のみ。2014年（平成26年）より、いちばん桜同様アサヒビールが「アサヒ オリオン夏いちばん」として数量限定で販売を開始している。2022年に「氷温貯蔵・氷温ろ過製法」を導入し、名称とともにリニューアル。
- ★オリオン ザ・プレミアム（プレミアムビール）：2022年（令和4年）10月発売。この商品のために開発した「沖縄酵母 OB-001」を使用。
- ★75ビール（プレミアムクラフトビール）：75ビールは2018年（平成30年）に工場のある名護市との共同企画として名護市周辺の飲食店限定で販売されたビールである。名称は、「名護」を「75」と読み替えたのが由来。翌2019年（令和元年）にブラッシュアップし、名護市周辺の飲食店で先行発売。同年12月より缶製品を含め沖縄県内全域で発売開始。2021年（令和3年）には那覇市との共同企画で「那覇」を「78」と読み替えた78ビール（販売終了）、「首里」を「41（すい）」と読み替えた41ビール（販売終了）を発売。

発泡酒②
- 麦職人 - 2023年10月のリニューアルまでは「発泡酒」にて販売。
- オリオンサザンスター - 2023年10月の税法改正までは「リキュール（発泡性）②」にて販売。
- オリオンゼロライフ - 同上。2011年（平成23年）より販売開始。糖質0・プリン体60％オフの機能系新ジャンル。『平成23年度沖縄県推奨最優秀優良県産品賞』受賞商品。

チューハイ・ハイボール
チューハイについては製造を 沖縄ボトラーズ（本部町）、宝積飲料（アシードホールディングス傘下、東広島市）、オエノンプロダクトサポート（神戸市、紙パック製品も含む）に委託している。
- ☆WATTA：オリオンビール初のチューハイとして2019年（令和元年）5月より販売開始。定番フレーバーとしてシークヮーサーを使用した商品が、以後期間限定でスペシャルフレーバーが販売されている。2020年（令和2年）5月には販売終了する定番フレーバーのと入れ替えでスペシャルフレーバーで販売した商品の一部を定番フレーバーに昇格させるリニューアルを実施。
- ☆natura - WATTAのシリーズ品として販売されていた「naturaWATTA」を2022年（令和4年）7月よりリニューアル、独立ブランド化。

ワイン
- Southern Cross Winery

### アサヒビールからの委託製造商品
- アサヒスーパードライ（350ml缶、500ml缶、10L樽、20L樽のみ委託製造。ただし中瓶、大瓶、特大瓶や他の派生商品は沖縄県下ではアサヒビール博多工場〈福岡市〉製の物を販売）

### ビールテイスト飲料
- オリオンクリアフリー

### ソフトドリンク
- オバァ自慢のさんぴん茶

## ホテル事業
ホテル事業として本部町にオリオンホテルモトブリゾート&スパを所有する。オリオンビールはジャングリア沖縄を運営するジャパンエンターテイメントの株主で、同ホテルは公式パートナーホテルの一つとなっている。
沖縄本島南部では那覇市に、1975年（昭和50年）に西武流通グループとの共同出資でホテル西武オリオンを開業。その後、セゾングループが解散して撤退し、株式譲渡を受け、2006年（平成18年）に名称を「ホテルロイヤルオリオン」とした。2023年（令和5年）11月に「オリオンホテル那覇」としてリニューアル。しかし、ホテル事業を沖縄本島北部地域に集中する方針のもと、2025年（令和7年）6月に「オリオンホテル那覇」をケン・コーポレーション（東京都）に譲渡したことを発表した。同ホテルについては契約を賃貸借契約に切り替えて2025年9月まではリースバック形式で「オリオンホテル那覇」として運営される。その後、同年10月1日からは運営もケン・コーポレーションに移るが、ホテル内にあるオリオンビールのオリオンビアダイニング、公式グッズショップ、ワインショップ・エノテカは存続することとなっており、新ホテル名にも「オリオン」の名は残る見通しである。

## 関連会社
- アサヒオリオン飲料：オリオンビールとアサヒ飲料の合弁会社。沖縄バヤリースの事業を継承している。
- 沖縄セルラー電話：KDDIの連結子会社。KDDI同様auブランドを展開する。なお、オリオンビールはこの企業の主要株主でもある。
- ザ・テラスホテルズ：オリオンビールと同じ名護市内にあるホテル。また、同社の主要株主でもある。
- ホテル オリオン モトブ リゾート&スパ：国頭郡本部町内にあるホテル。JUNGLIA OKINAWAのオフィシャルパートナーホテル、都ホテルズ&リゾーツに加盟。
- オリオンレンタカー
- オリオン嵐山ゴルフ倶楽部
- 石川酒造場